# إلهة

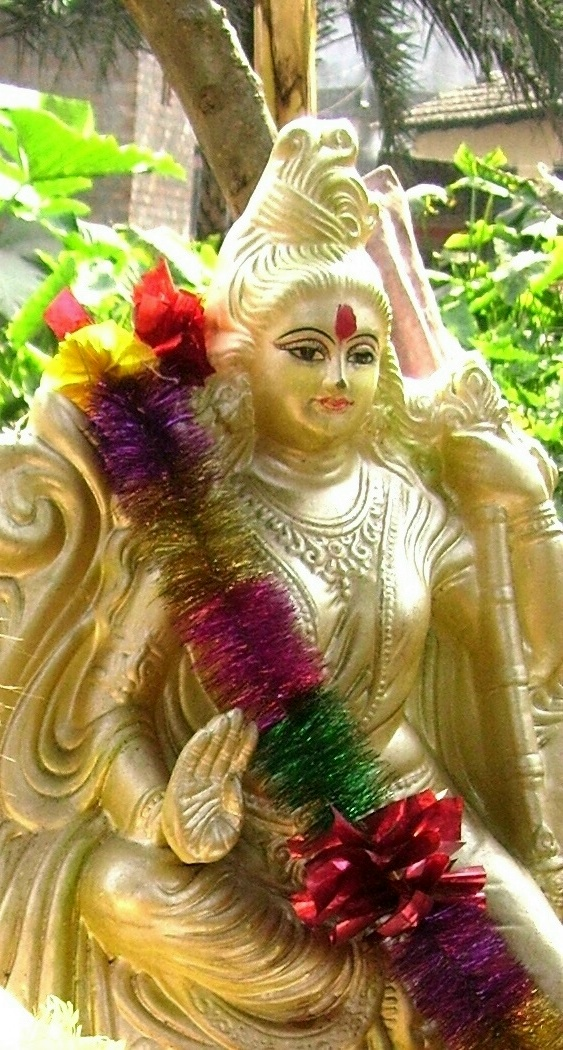
تمثال الإلهة الهندوسية (Saraswati) ساراواتي

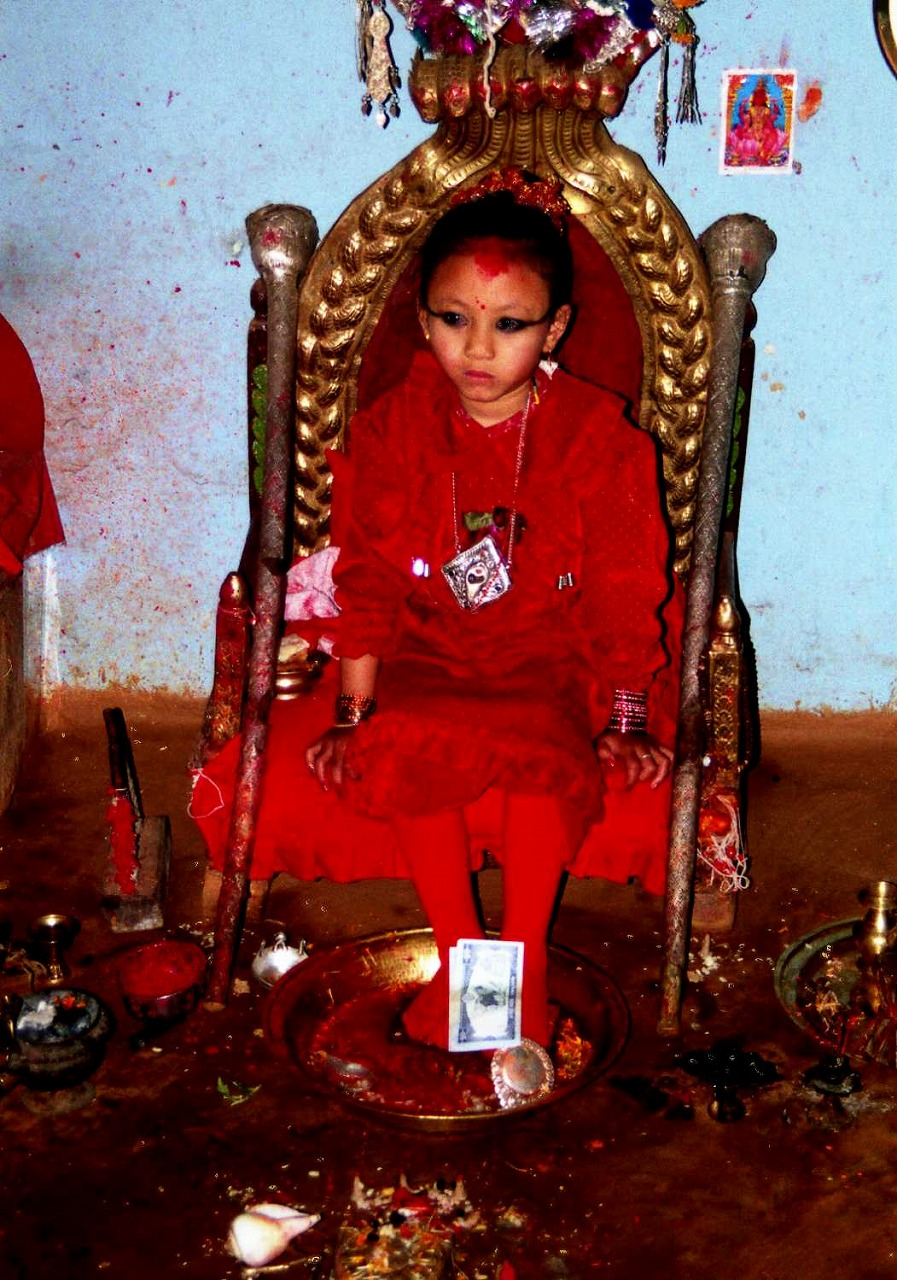
فتاة (kumari) نيبالية تُعبد على أنها إلهة حية، وتدعى كيوماري

الإلهة أنثى الإله. في بعض الثقافات، ترتبط الإلهات بـ الأرض والأمومة والحب والأسرة. في الثقافات الأخرى، تتحكم الإلهات أيضًا في الحرب والموت والهلاك إضافة إلى الشفاء. قد تكون الإلهات رموزًا للأديان ويمكن التعرف عليهن في العصور الحديثة عن طريق التماثيل الدينية.
في بعض الأديان، قد يتبوأ النموذج الأصلي النسائي المقدس مكانة مركزية كبيرة في الصلاة والعبادة. في الهندوسية، تعد الإلهة المقدسة أو شاكتيسم (Shaktism) إحدى طوائف العبادة الهندوسية الثلاثة الرئيسية بجانب فيشنو (Vishnu) وشيفا (Shiva). في البوذية التبتية، أقصى طموح يمكن لأي شخص الوصول إليه هو أن يتبوأ منزلة مشابهة لإلهة بوذا «العظيمة» (مثل آريا تارا (Arya Tara)) اللائي تم وصفهن على أنهن الحاميات الأعلى، وهن لا يعرفن الخوف وتملأ قلوبهن الشفقة تجاه جميع الكائنات.
ودافعت بعض الأنظمة الأمومية الحديثة عن سيادة «الإلهة العظيمة» السماوية أو المجاورة للسماوية على أنها النسخة النسائية السابقة أو المتماثلة مع الإله الإبراهيمي (Abrahamic God) المرتبط بالظهور التاريخي للديانات التوحيدية في عصر أكسيس (Axis Age)
لدى بعض تيارات الوثنية الجديدة، وخاصة ويكا (Wicca) اعتقاد ثنوي بالإلهة الواحدة والإله الواحد، اللذين يمثلان الكيان الواحد في هيروز جاموس (hieros gamos). يركز أصحاب مذهب إعادة تأسيس تعدد الآلهة على إعادة تأسيس الديانات المشتركة، بما فيها الإلهات والشخصيات المختلفة المرتبطة بثقافات الشعوب الأصلية.
ويعد الاسم إلهة (goddess) تكوينًا ثانويًا، يجمع بين البادئة الجيرمانية الإله (god) واللاحقة اللاتينية ess. وظهر أول شاهد على ذلك في الإنجليزية الوسطى، منذ ما يقرب من 1350.